# Bromus catharticus
Bromus catharticus Vahl, 1791 è una pianta angiosperma monocotiledone appartenente alla famiglia delle Poacee (o Gramineae, nom. cons.).

## Etimologia
Il nome generico (bromus) deriva dalla lingua greca ed è un nome antico per l'avena. L'epiteto specifico (catharticus) indica che la pianta ha una funzione "catartica", ossia di purificazione o spurgo (dal greco kaqarthj, kaqartikoj); comunque se ingerita rischia di danneggiare l'intestino.
Il nome scientifico della specie è stato definito dal botanico e zoologo danese/norvegese Martin Henrichsen Vahl (Bergen, 10 ottobre 1749 – Copenaghen, 24 dicembre 1804) nella pubblicazione "Symbolae Botanicae" (Symb. Bot. (Vahl) 2: 22) del 1791.

## Descrizione

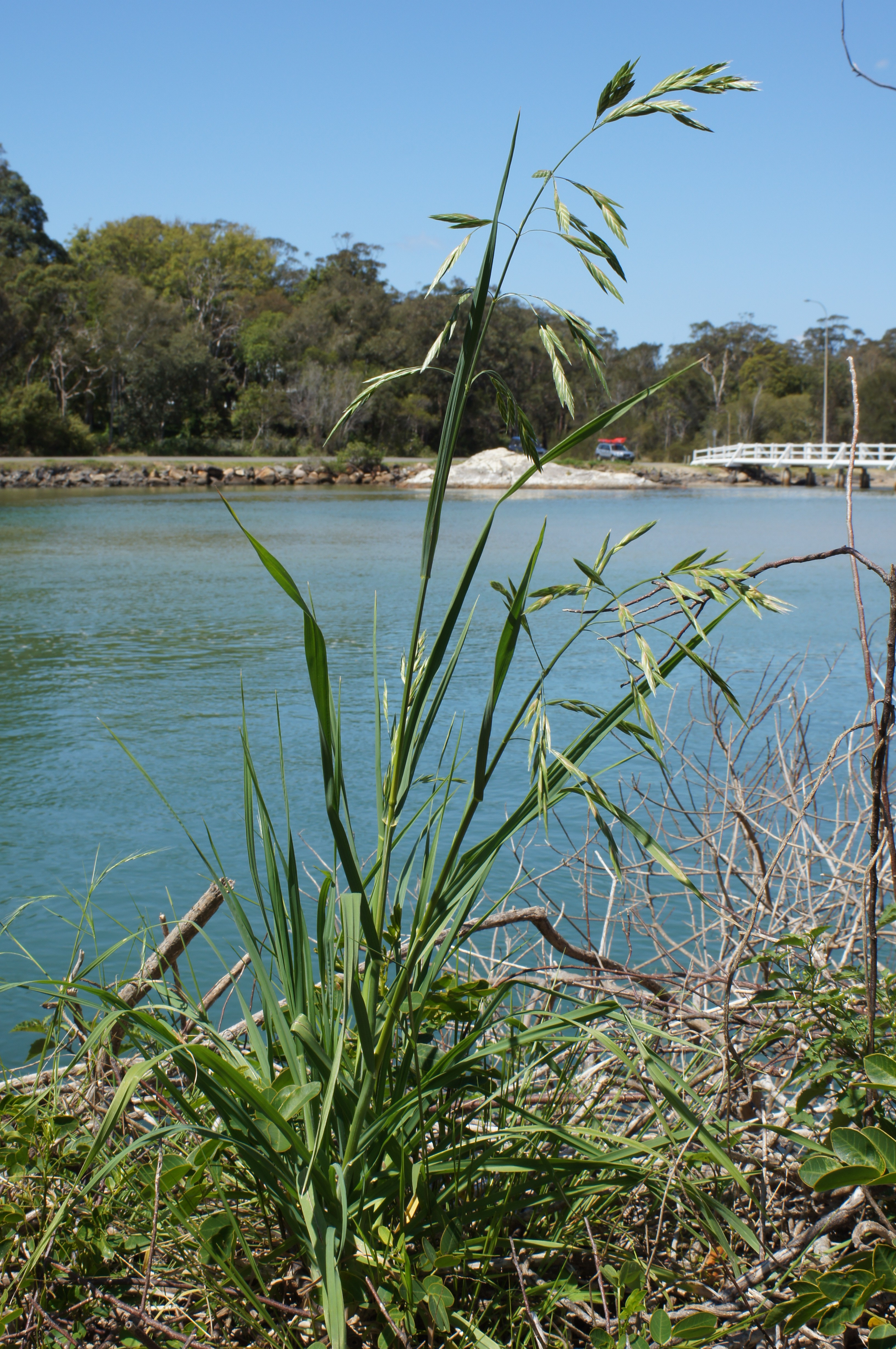
Il portamento

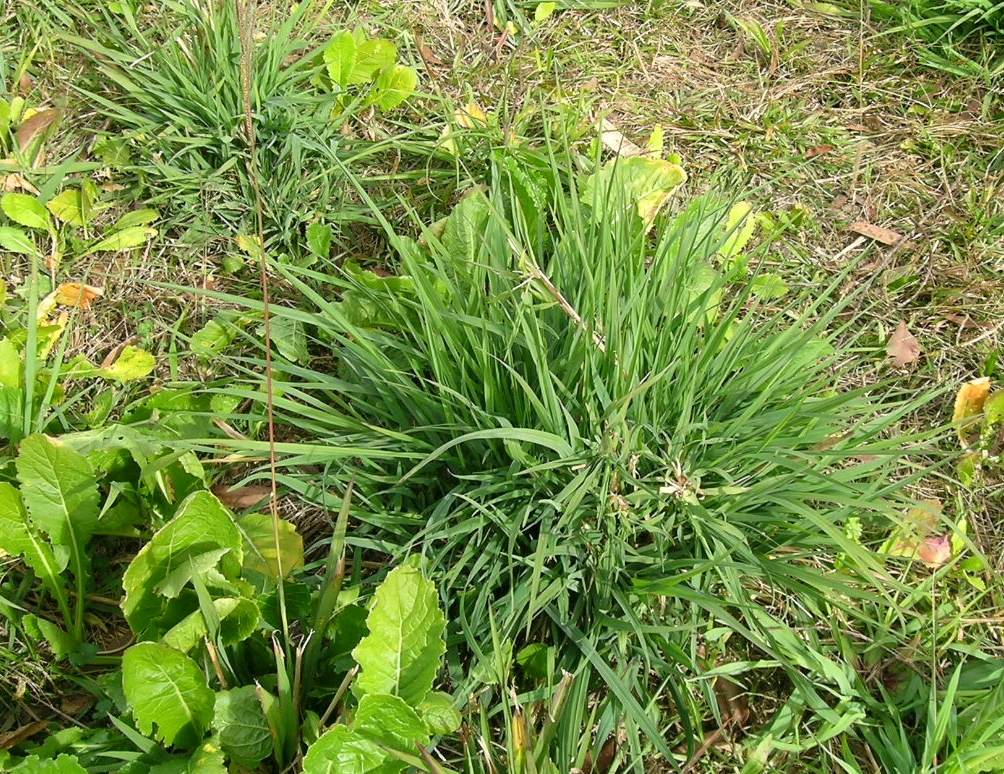
Le foglie

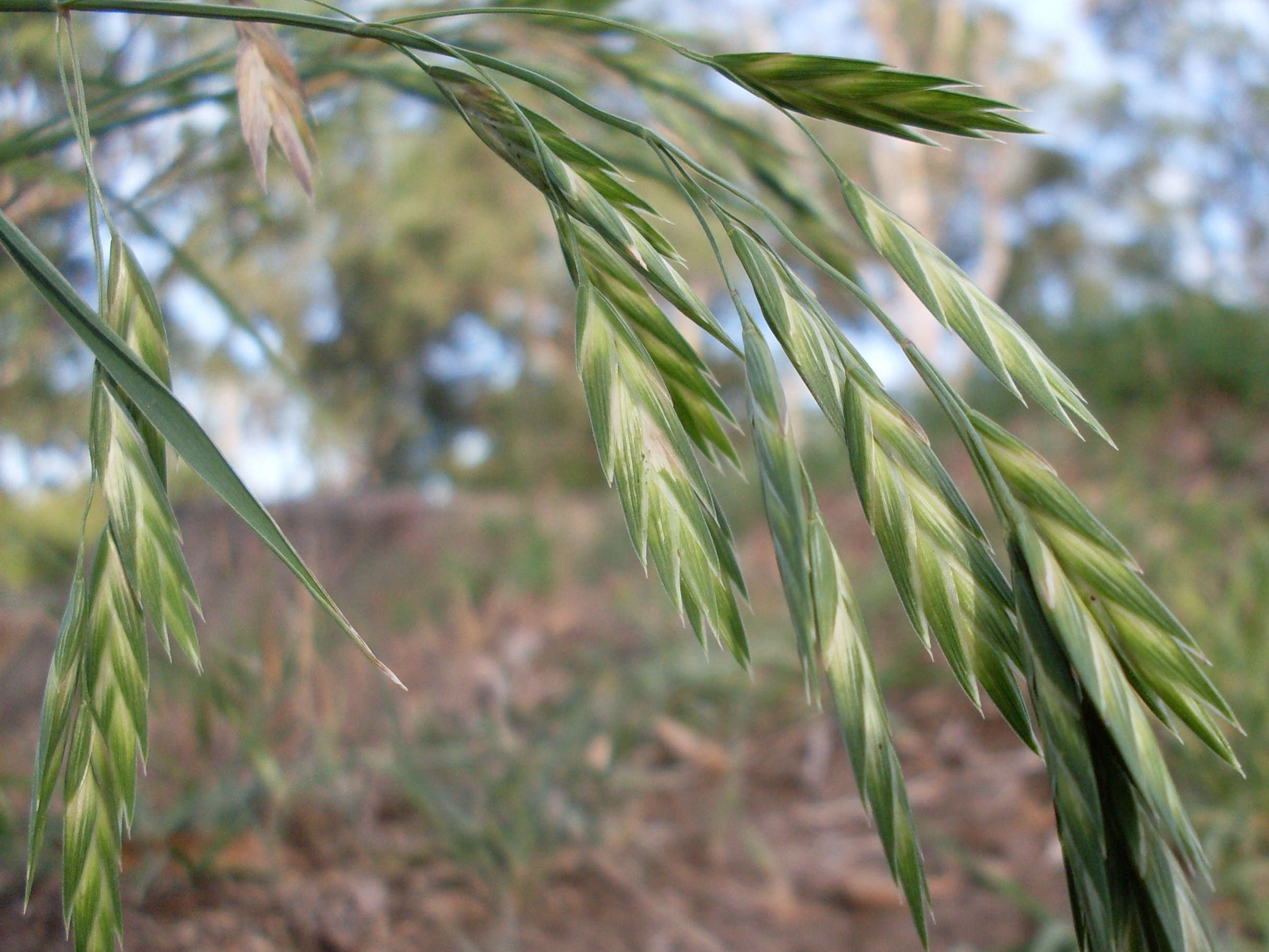
Infiorescenza

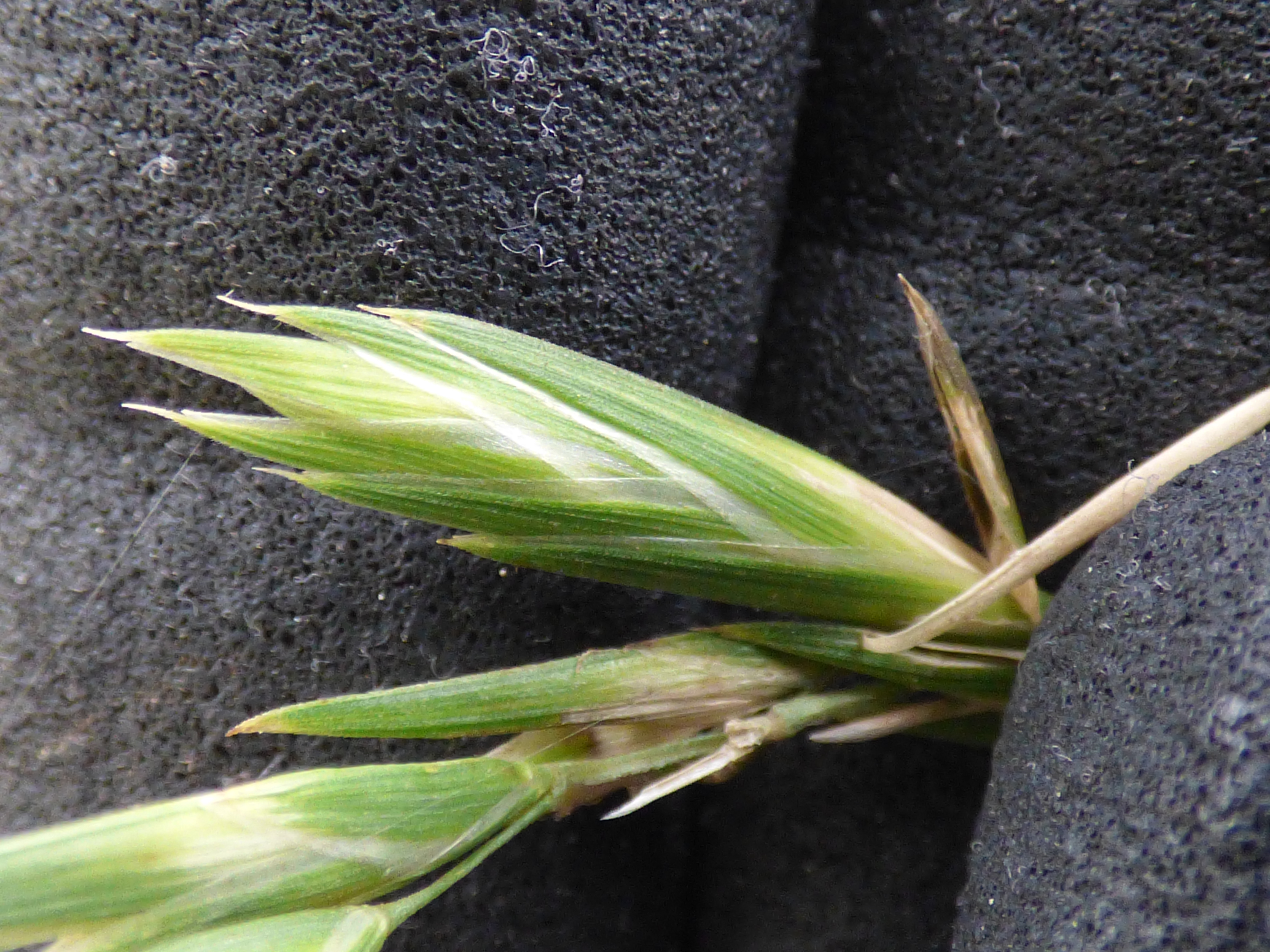
Spighetta

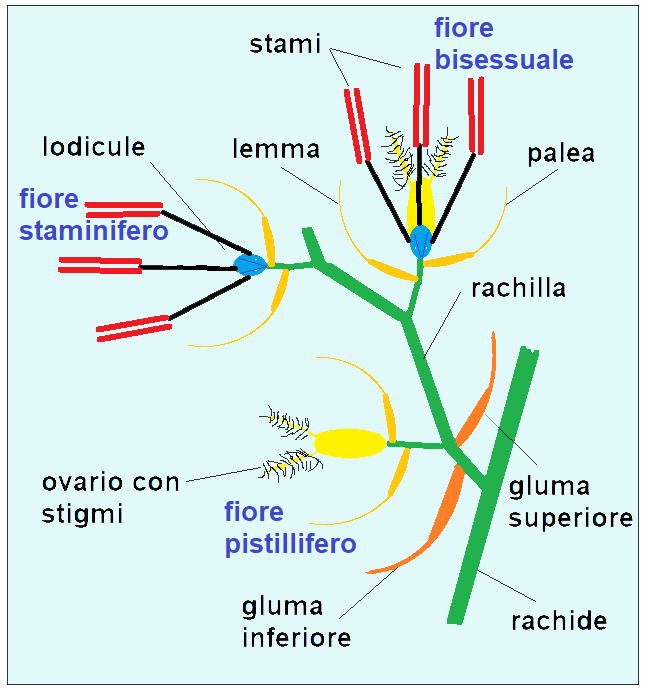
Spighetta generica con tre fiori diversi

Queste piante arrivano ad una altezza di 2 - 10 dm. La forma biologica è emicriptofita cespitosa (H caesp), sono piante erbacee perenni con gemme svernanti al livello del suolo e protette dalla lettiera o dalla neve e presentano ciuffi fitti di foglie che si dipartono dal suolo. Sono possibili altre forme biologiche come emicriptofita bienne (H bienn), ossia sono piante erbacee con gemme svernanti al livello del suolo e protette dalla lettiera o dalla neve e si distinguono dalle altre per il ciclo vitale biennale.

### Radici
Le radici sono per lo più fascicolate; a volte sono secondarie da rizoma.

### Fusto
La parte aerea della pianta è densamente cespugliosa; i culmi sono eretti, cavi a sezione più o meno rotonda. Diametro dei culmi: 5 mm.

### Foglie
Le foglie lungo il culmo sono disposte in modo alterno, sono distiche e si originano dai vari nodi. Sono composte da una guaina, una ligula e una lamina. Le venature sono parallelinervie. Non sono presenti i pseudopiccioli e, nell'epidermide delle foglia, le papille.
- Guaina: la guaina è abbracciante il fusto e priva di auricole (o raramente auricolata); è allungata (4 – 6 mm) e pubescente.
- Ligula: la ligula è membranosa e a volte è cigliata. Lunghezza della ligula: 2 mm.
- Lamina: la lamina, sparsamente pubescente, ha delle forme sottili con una larghezza di 2 – 6 mm (lunghezza 30 – 40 cm).

### Infiorescenza
Infiorescenza principale (sinfiorescenza o semplicemente spiga): le infiorescenze, terminali e ramificate, sono formate da alcune spighette (1 - 3 spighette per ramo) ed hanno la forma di una pannocchia ampia, lassa e inclinata dopo la fioritura. La fillotassi dell'inflorescenza inizialmente è a due livelli, anche se le successive ramificazioni la fa apparire a spirale. Dimensione dell'infiorescenza: 10 – 25 cm (massimo 40 cm). I rami sono lunghi 10 cm.

### Spighetta
Infiorescenza secondaria (o spighetta): le spighette, con forme da lanceolato a ovato-oblunghe e compresse lateralmente, sottese da due brattee distiche e strettamente sovrapposte chiamate glume (inferiore e superiore), sono formate da 3 a 10 fiori. Possono essere presenti dei fiori sterili; in questo caso sono in posizione distale rispetto a quelli fertili. Alla base di ogni fiore sono presenti due brattee: la palea e il lemma. La disarticolazione avviene con la rottura della rachilla tra i fiori o sopra le glume. Lunghezza delle spighette: 20 – 35 mm.
- Glume: le glume, con forme lanceolate, sono distintamente disuguali (rispettivamente 10 mm e oltre 12 mm).
- Palea: la palea è un profillo con alcune venature; può essere cigliata (le brattee basali non sono ciliate); è più corta del lemma.
- Lemma: il lemma è un poco più lungo delle glume superiori (15 – 20 mm); è mucronato, ma non aristato; possiede 11 venature.

### Fiore
I fiori fertili sono attinomorfi formati da 3 verticilli: perianzio ridotto, androceo  e gineceo.
- Formula fiorale. Per la famiglia di queste piante viene indicata la seguente formula fiorale:[8]

*, P 2, A (1-)3(-6), G (2–3) supero, cariosside.
- Il perianzio è ridotto e formato da due lodicule, delle squame traslucide, poco visibili (forse relitto di un verticillo di 3 sepali). Le lodicule sono membranose e non vascolarizzate.
- L'androceo è composto da 3 stami ognuno con un breve filamento libero, una antera sagittata e due teche. Le antere sono basifisse con deiscenza laterale e sono lunghe 0,3 - 0,6 mm. Il polline è monoporato.
- Il gineceo è composto da 3-(2) carpelli connati formanti un ovario supero. L'ovario, pubescente all'apice, ha un solo loculo con un solo ovulo subapicale (o quasi basale). L'ovulo è anfitropo e semianatropo e tenuinucellato o crassinucellato. Lo stilo, che si origina dal lato abassiale dell'ovario, è breve con due stigmi papillosi e distinti.
- Fioritura: da giugno ad agosto.

### Frutti
I frutti sono del tipo cariosside, ossia sono dei piccoli chicchi indeiscenti colorati di scuro, con forme ovoidali, nei quali il pericarpo è formato da una sottile parete che circonda il singolo seme. In particolare il pericarpo è fuso al seme ed è aderente. L'endocarpo non è indurito e l'ilo è lungo e lineare. L'embrione è piccolo e provvisto di epiblasto ha un solo cotiledone altamente modificato (scutello senza fessura) in posizione laterale. I margini embrionali della foglia non si sovrappongono.

## Biologia
Come gran parte delle Poacee, le specie di questo genere si riproducono per impollinazione anemogama. Gli stigmi più o meno piumosi sono una caratteristica importante per catturare meglio il polline aereo.
La dispersione dei semi avviene inizialmente a opera del vento (dispersione anemocora) e una volta giunti a terra grazie all'azione di insetti come le formiche (mirmecoria). In particolare i frutti di queste erbe possono sopravvivere al passaggio attraverso le budella dei mammiferi e possono essere trovati a germogliare nello sterco.

## Distribuzione e habitat

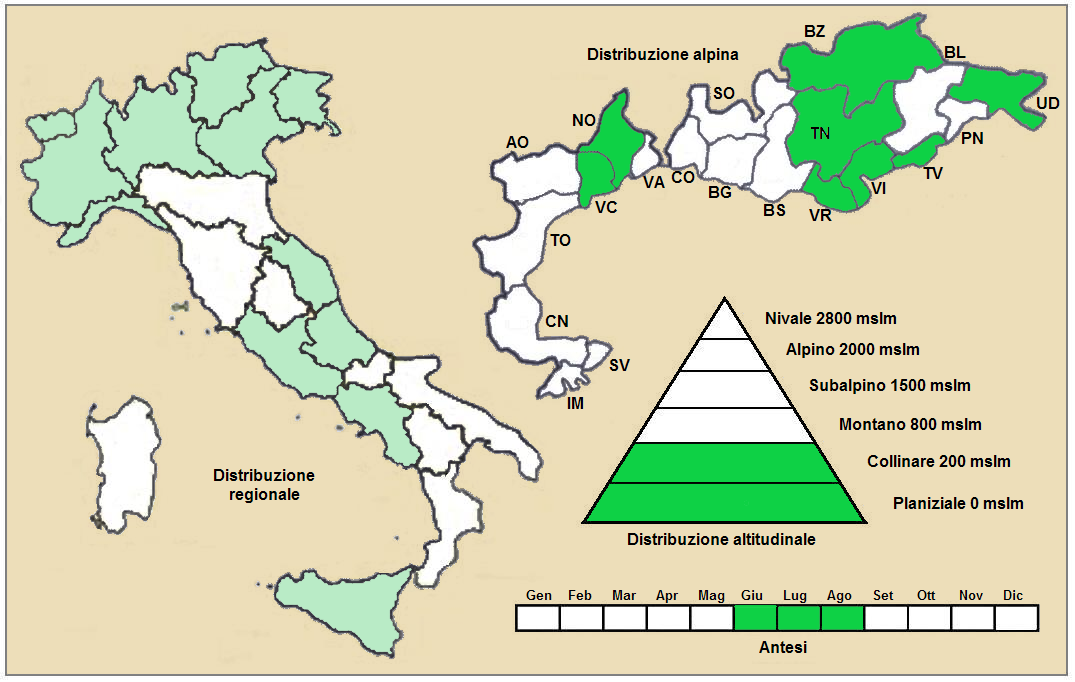
Distribuzione regionale – Distribuzione alpina

- Geoelemento: il tipo corologico (area di origine) è Sudamericano (tra il Venezuela e la Colombia[13][14]).
- Distribuzione: in Italia ha una distribuzione discontinua; si tratta di una specie introdotta come foraggera e inselvatichita in molti luoghi. Anche nelle Alpi ha una presenza discontinua. Fuori dall'Italia, sempre nelle Alpi, questa specie si trova in Francia (dipartimenti di Drôme, Savoia e Alta Savoia). Sugli altri rilievi europei collegati alle Alpi si trova nella Foresta Nera, Massiccio del Giura, Massiccio Centrale e Pirenei.[17]
- Habitat: gli habitat tipici per questa pianta sono gli ambienti ruderali, margini dei sentieri e delle strade, scarpate, prati e pascoli mesofili. Il substrato preferito è calcareo ma anche siliceo con pH neutro, alti valori nutrizionali del terreno che deve essere umido.[17]
- Distribuzione altitudinale: sui rilievi queste piante si possono trovare fino a 300 m s.l.m.; nelle Alpi frequentano i seguenti piani vegetazionali: collinare (oltre a quello planiziale – a livello del mare). In America vegeta tra 1.000 e 4.000 m s.l.m..

### Fitosociologia
Dal punto di vista fitosociologico alpino Bromus catharticus appartiene alla seguente comunità vegetale:
- Formazione: delle comunità terofiche pioniere nitrofile
  - Classe: Stellarietea mediae
    - Ordine: Sisymbrietalia

## Tassonomia
La famiglia di appartenenza di questa specie (Poaceae) comprende circa 650 generi e 9.700 specie (secondo altri Autori 670 generi e 9.500). Con una distribuzione cosmopolita è una delle famiglie più numerose e più importanti del gruppo delle monocotiledoni e di grande interesse economico: tre quarti delle terre coltivate del mondo produce cereali (più del 50% delle calorie umane proviene dalle graminacee). La famiglia è suddivisa in 11 sottofamiglie, il genere Bromus fa parte della sottofamiglia Pooideae con oltre 150 specie distribuite in tutto il mondo.
In alcune pubblicazioni e checklist la specie di questa voce è indicata con nomi scientifici diversi (considerati generalmente dei sinonimi):
- Ceratochloa cathartica (Vahl) Herter, 1940[16][18]
- Bromus willdenowii Kunth[9]

### Filogenesi
La tribù Bromeae fa parte della supertribù Triticodae T.D. Macfarl. & L. Watson, 1982. La supertribù Triticodae comprende tre tribù: Littledaleeae, Hordeeae e Bromeae. All'interno della supertribù, la tribù Bromeae forma un "gruppo fratello" con la tribù Hordeeae.
I Bromus della flora spontanea italiana sono suddivisi in tre gruppi distinti: Festucaria G. et G., Anisantha Koch e Bromus s.s. La specie di questa voce appartiene al gruppo Festucaria: il ciclo biologico di queste piante è perenne con un aspetto simile alle specie del genere Festuca (tribù Poeae, sottotribù Loliinae). A maturità le spighette si restringono all'apice. Le nervature delle due glume sono diverse: quella inferiore ha una sola nervatura; quella superiore è trinervia. La resta del lemma (breve o nulla) è inserita tra i due dentelli apicali del lemma stesso.
Altri studi descrivono questa specie nella sezione Ceratochloa (P. Beauv.) Griseb. (le spighette hanno delle forme da ovate a lanceolate, fortemente compresse; i lemmi sono profondamente carenati con punta singola). In Italia nella stessa sezione è presente la specie Bromus carinatus Hook. & Arn..
Il numero cromosomico della specie B. catharticus è: 2n = 28, 30, 42, e 58.

### Varietà
Per questa specie sono riconosciute alcune varietà (non ci sono indicazioni se queste varietà sono presenti nella flora spontanea italiana):
- Bromus catharticus var. rupestris  (Speg.) Planchuelo & P.M. Peterson, 1998 - Le foglie giovani sono ripiegate; le spighette sono lunghe 8 – 13 mm; i lemmi sono glabri o con peli lunghi fino a 0,5 mm;
- Bromus catharticus var. catharticus - Le foglie giovani sono piane; le spighette sono più lunghe di 12 mm; i lemmi sono pubescenti per peli lunghi 1,5 – 3 mm;
- Bromus catharticus var. elata (E. Desv.) Planchuelo

### Sinonimi
Questa entità ha avuto nel tempo diverse nomenclature. L'elenco seguente indica alcuni tra i sinonimi più frequenti:
- Bromus bolivianus Renvoize
- Bromus breviaristatus (Hook.) Thurb.
- Bromus brongniartii Kunth
- Bromus haenkeanus (J.Presl) Kunth
- Bromus mathewsii Steud.
- Bromus mucronatus Willd. ex Steud.
- Bromus preslii Kunth
- Bromus schraderi Kunth
- Bromus schraderi var. lasiophyllus Goiran
- Bromus schraderi var. leiophyllus Goiran
- Bromus strictus Brongn.
- Bromus unioloides Kunth
- Bromus unioloides (Willd.) Kunth ex Raspail
- Bromus unioloides  f. chasmogama Hack.
- Bromus unioloides  f. chasmogamus Hack.
- Bromus unioloides  f. cleistogama Hack.
- Bromus unioloides  f. cleistogamus Hack.
- Bromus unioloides  f. effusus Kloos
- Bromus unioloides var. elata E. Desv.
- Bromus unioloides  f. glabrescens Kloos
- Bromus unioloides var. glaucescens Nees
- Bromus unioloides var. grandiflorus Kloos
- Bromus unioloides var. haenkeanus (J.Presl) Shear
- Bromus unioloides  f. lanatus Kloos
- Bromus unioloides var. lanceolatus Kloos
- Bromus unioloides var. major A.Zobel
- Bromus unioloides var. micranthus Speg.
- Bromus unioloides var. montanus Hack.
- Bromus unioloides var. multiflorus Aellen & Thell. ex Kloos
- Bromus unioloides  f. oliveus Aellen ex Kloos
- Bromus unioloides var. parviflorus Kloos
- Bromus unioloides  f. pictus Kloos
- Bromus unioloides  f. pseudoparviflorus Kloos
- Bromus unioloides  f. pubiculmis (Domin) Kloos
- Bromus unioloides var. pubiflorus Kloos
- Bromus unioloides var. sanjuaninus Hieron.
- Bromus willdenowii Kunth
- Bromus willdenowii var. haenkeanus (J.Presl) Shear
- Bromus willdenowii var. lasiophyllus (Goiran) Beetle
- Bromus willdenowii var. schraderi Hein
- Bromus willdenowii var. willdenowii
- Ceratochloa australis Spreng. ex Steud.
- Ceratochloa breviaristata Hook.
- Ceratochloa cathartica (Vahl) Herter
- Ceratochloa festucoides P.Beauv.
- Ceratochloa haenkeana J.Presl
- Ceratochloa pendula Schrad.
- Ceratochloa secunda J.Presl
- Ceratochloa simplex Nees
- Ceratochloa submutica Steud.
- Ceratochloa unioloides (Willd.) P.Beauv.
- Ceratochloa unioloides var. humilis Nees
- Ceratochloa unioloides var. lasiophylla (Goiran) Fiori
- Ceratochloa willdenowii (Kunth) W.A.Weber
- Festuca quitensis Spreng.
- Festuca unioloides Willd.
- Forasaccus breviaristatus (Hook.) Lunell
- Schedonorus unioloides (Kunth) Roem. & Schult.
- Serrafalcus unioloides (Kunth) Samp.
- Tragus unioloides (Willd.) B.D.Jacks.
- Zerna unioloides (Kunth) Lindm.